# Fijn goudscherm
Fijn goudscherm (Bupleurum tenuissimum) is een eenjarige plant die behoort tot de schermbloemenfamilie (Umbelliferae oftewel Apiaceae). De zouttolerante plant komt van nature voor in de kustgebieden van Eurazië: het is een plant van hoge kwelders en aan zeedijken. De soort staat op de  Nederlandse Rode lijst van planten als zeer zeldzaam en sterk afgenomen.
De plant wordt 10-60 cm hoog en heeft sterk vertakte, dunne, taaie, kale stengels. De blauwgroene, gaafrandige bladeren zijn lijn- tot smallancetvormig, hebben drie nerven en een stekelige top. Alleen de onderste bladeren hebben een korte steel, de andere zijn zittend.
Fijn goudscherm bloeit van juni tot september met gele tot oranje, bijna zittende bloempjes, die veel korter zijn dan de drie tot vijf langwerpige en drienervige omwindselbladen. De bloeiwijze is een tros- of aarvormig scherm met twee of drie stralen.
De 2 mm grote, bijna eironde en zwak geribde vrucht is een tweedelige splitvrucht, die bijna helemaal bezet is met kleine wratjes. De zaden blijven maar korte tijd kiemkrachtig.

## Namen in andere talen
- Duits: Salz-Hasenohr
- Engels: Slender Hare's-ear
- Frans: Buplèvre menu